# دينيس كوزلوف
دينيس كوزلوف (18 فبراير 1972 - ) هو لاعب كرة قدم روسي في مركز الهجوم. لعب مع دينامو برلين ودينامو دريسدن وساتشسين لايبزيغ وFC Rot-Weiß Erfurt ‏ وTSG Neustrelitz ‏ وFC FShM Moscow ‏ وFSV Velten ‏ ونادي هالشر وFC Kinotavr Podolsk ‏.

## وصلات خارجية
- دينيس كوزلوف على موقع بيانات كرة القدم. دي إي (الألمانية)